# Periclepsis
Periclepsis là một chi bướm đêm thuộc phân họ Tortricinae của họ Tortricidae.

## Các loài
- Periclepsis accinctana (Chretien, 1915)
- Periclepsis cinctana ([Denis & Schiffermuller], 1775)